# Orthosia garmani
Orthosia garmani är en fjärilsart som beskrevs av Augustus Radcliffe Grote 1879. Orthosia garmani ingår i släktet Orthosia och familjen nattflyn. Inga underarter finns listade i Catalogue of Life.